# Kopčić
Kopčić es un pueblo de la municipalidad de Bugojno, en el cantón de Bosnia Central, Bosnia y Herzegovina.

## Superficie
Posee una superficie de 5,74 kilómetros cuadrados.

## Demografía
Hasta 2013 la población era de 636 habitantes, con una densidad de población de 110,9 habitantes por kilómetro cuadrado.